# SimIsle: Missions in the Rainforest
SimIsle: Missions in the Rainforest — відеогра в жанрі симулятор життя, створена студією Intelligent Games, і видана компанією Maxis у 1995 році для DOS, Windows 3.x і Macintosh. Гравець повинен побудувати містечко на дикому острові, але також берегти і тропічний ліс. Прообразом для віртуальних островів стали Зондські острови.

## Ігровий процес
Перед початком гри, гравець повинен вибрати один з декількох десятків островів. Кожен острів унікальний за формою, може бути переважно рівнинним, або мати гірську місцевість. Також на кожному острові є певні природні ресурси, на деяких мешкають корінні народи. Гравець повинен побудувати на острові своє містечко і розвивати інфраструктуру. Ігровий рушій схожий на SimCity 2000, але на той же час графіка в грі якісніша. Гравець повинен вибрати один із багатьох сценаріїв, який задається грою і дотримуватися його. Один з найцікавіших сценаріїв полягає в тому, що якийсь наркоторговець починає продавати наркотики аборигенам, гравець може послати агента, який позбудеться від наркодилера, але є ризик, що агента вб'ють, або ж можна дозволити наркодилерові продовжувати свою справу в обмін на хабар, але імідж острова значно зіпсується.
На островах є можливість займатися видобутком ресурсів, а саме: деревини, вугілля, золота, заліза і нафти. Також як дешевий трудовий ресурс можна використовувати аборигенів, які займаються сільським господарством або добуванням їжі, таким чином можна додатково здійснювати поставки продовольства. Для цього насамперед необхідно навчати аборигенів, підвищувати їхню кваліфікацію і життєвий рівень, щоб ті могли постачати більше їжі. Якщо ж гравець буде погано поводитися з аборигенами і знищувати їх навколишнє середовище, то серед них почне поширюватися наркоманія.
Один із найприбутковіших доходів є туризм, однак для цього потрібна розвинена інфраструктура на острові. У грі є також катастрофи, наприклад напад акул на туристів, розлив нафти або ядерна криза.

## Критика
Уго Фостер, критик журналу GameSpot дав грі оцінку 7,7 з 10 і зазначив, що на тлі того, що Maxis після випуску таких симуляторів, як SimFarm, SimTower і SimAnt повинна була вже вичерпати ідеї, нова гра вийшла дуже оригінальною і цікавою. Хоча гра багато в чому схожа на SimCity, вона швидше наближається до рольової гри, так якщо в SimCity гравець отримує повну свободу, а потім вже стикається з наслідками, то тут потрібно дотримуватися заданих грою цілям. Графіка також в цілому дуже вражаюча і якісна.
Критик сайту GameFAQs дав оцінку 9 з 10 і назвав гру складною, але цікавою. Сюжет розвитку острівця наближений до максимального реалізму, тому тут можуть розвинутися сотні різних сценаріїв, можна створити тропічний рай, а можна влаштувати вимирання на острові. Критик похвалив гру за графіку і музичний супровід, зазначивши, що в гру можна грати знову і знову, розвиваючи нові сценарії.